# Линус Класен
Роберт Линус Александар Класен (швед. Robert Linus Alexander Klasen; рођен 19. фебруара 1986. у Стокхолму, Шведска) професионални је шведски хокејаш на леду који игра на позицији левог и десног крила у нападу.
Тренутно наступа за швајцарску екипу ХК Лугано у швајцарској елитној НЛА лиги са којом је у априлу 2014. потписао четворогодишњи уговор.
Са сениорском репрезентацијом Шведске освојио је бронзану медаљу на Светском првенству 2014. у Минску.

## Клупска каријера
Класен је играчку каријеру започео у редовима ХК Худинге из јужног предграђа Стокхолма, прво у редовима млађих селекција, док је дебитантске наступе у сениорској екипи истог тима остварио током сезоне 2004/05. Потом од сезоне 2007/08. прелази у редове СХЛ лигаша Седертељеа за ког је наступао током наредне три сезоне (у полседњој сезони је био и капитеном тима).
Сезону 2010/11. започиње на тлу Северне Америке, у редовима АХЛ лигаша Милвоки Адмиралса за који је на 45 одиграних утакмица остварио учинак од 22 гола и 23 асистенције. Током те сезоне наступао је и на утакмици свих звезда лиге. Играње у АХЛ Ласену је требало да послужи као вид прилагођавања на амерички систем игре пре наступа у НХЛ лиги. Дебитантски наступ у НХЛ забележио је 30. октобра 2010. у дресу Нешвил Предаторса, против екипе Детроита. Међутим како ни у тој, али ни у наредне 3 утакмице није успео да оствари неки запаженији учинак, враћен је у редове Адмиралса где је и окончао сезону.
По окончању једногодишње америчке „турнеје“, у мају 2011. враћа се у Шведску и потписује трогодишњи уговор са друголигашем Малмеом вредан 4 милиона шведских круна по сезони (око 600.000 америчких долара). На тај начин Класен је постао до тада најплаћенијим професионалним хокејашем у Шведској. Прву сезону у дресу Малмеа окончао је са 50 поена (20 голова и 30 асистенција) на 52 утакмице. Међутим, како је екипа из Малмеа сезону окончала са великим финансијским губицима, Класен је због висине свог уговора био принуђен да напусти клуб, а екипа му је исплатила преостали део вредности уговора.
Пре почетка сезоне 2011/12. потписује двогодишњи уговор са СХЛ лигашем Лулеом. Прву годину уговора са Лулеом окончао је поразом у финалу националног плејофа од Шелефтеа. Сезону 2013/14. завршио је са 28 голова и укупно 57 поена у 54 одигране утакмице, што је уједно био и његов лични статистички рекорд каријере.
Као слободан играч, у априлу 2014. потписује четворогодишњи уговор са швајцарским прволигашем Луганом.

## Репрезентативна каријера
Био је део националног тима који је на СП 2014. у Минску освојио бронзану медаљу. На том турниру Класен је одиграо свих 10 утакмица и остварио статистички учинак од 9 поена, односно 2 гола и 7 асистенција.